# Little Gaddesden
Little Gaddesden är en ort och civil parish i Storbritannien.   Den ligger i grevskapet Hertfordshire och riksdelen England, i den södra delen av landet, 40 km nordväst om huvudstaden London. Little Gaddesden ligger 192 meter över havet och antalet invånare är 1 124.
Terrängen runt Little Gaddesden är huvudsakligen platt. Little Gaddesden ligger uppe på en höjd. Runt Little Gaddesden är det tätbefolkat, med 570 invånare per kvadratkilometer. Närmaste större samhälle är Luton, 12,6 km nordost om Little Gaddesden. Trakten runt Little Gaddesden består till största delen av jordbruksmark.